# Никитин, Сергей Константинович
Серге́й Константи́нович Ники́тин (10 октября 1926, Ковров, Владимирская губерния — 18 декабря 1973, Владимир) — русский советский писатель.

## Биография
Родился в Коврове в семье служащего. Учился в Ковровской средней школе № 14, затем в железнодорожном техникуме. В 1944 году уехал в Москву. В 1944—1947 годах учился в МГИМО, затем перевёлся на заочное отделение Литературного института, которое окончил в 1952 году.
С 1948 года работал журналистом в ковровской районной газете «Рабочий клич». В 1951 году переехал во Владимир и стал сотрудничать в газете «Комсомольская искра»; с 1952 года стал писать для журнала «Огонёк». Свой первый рассказ «Однажды летом» он опубликовал в 1950 году. В 1952 году в областном издательстве вышел первый сборник рассказов Никитина под редакцией Э. Казакевича.
С 1956 года — член КПСС. Был секретарём Владимирского отделения Союза писателей СССР.

Памятник на могиле

С. К. Никитин похоронен на кладбище «Байгуши» вблизи Владимира.

## Оценки современников
Никитин принадлежит к писателям, крепко привязанным к своим родным краям, к их природе, он пишет в традициях И. Тургенева, И. Бунина, К. Паустовского. Его внимание сосредоточено на отношениях между людьми, на чувствах простых людей, на важных для них событиях повседневности. Его проза далека от политики, не содержит ни пропаганды, ни общественной критики, но она отражает время. Его сюжеты не оригинальны, но выписаны психологически точно, он ориентируется на добро, не избегая при этом описания зла и страданий. В своих коротких рассказах Никитин стремится к охвату целых человеческих судеб, сохраняя спокойный и плавный ход повествования.

## Память

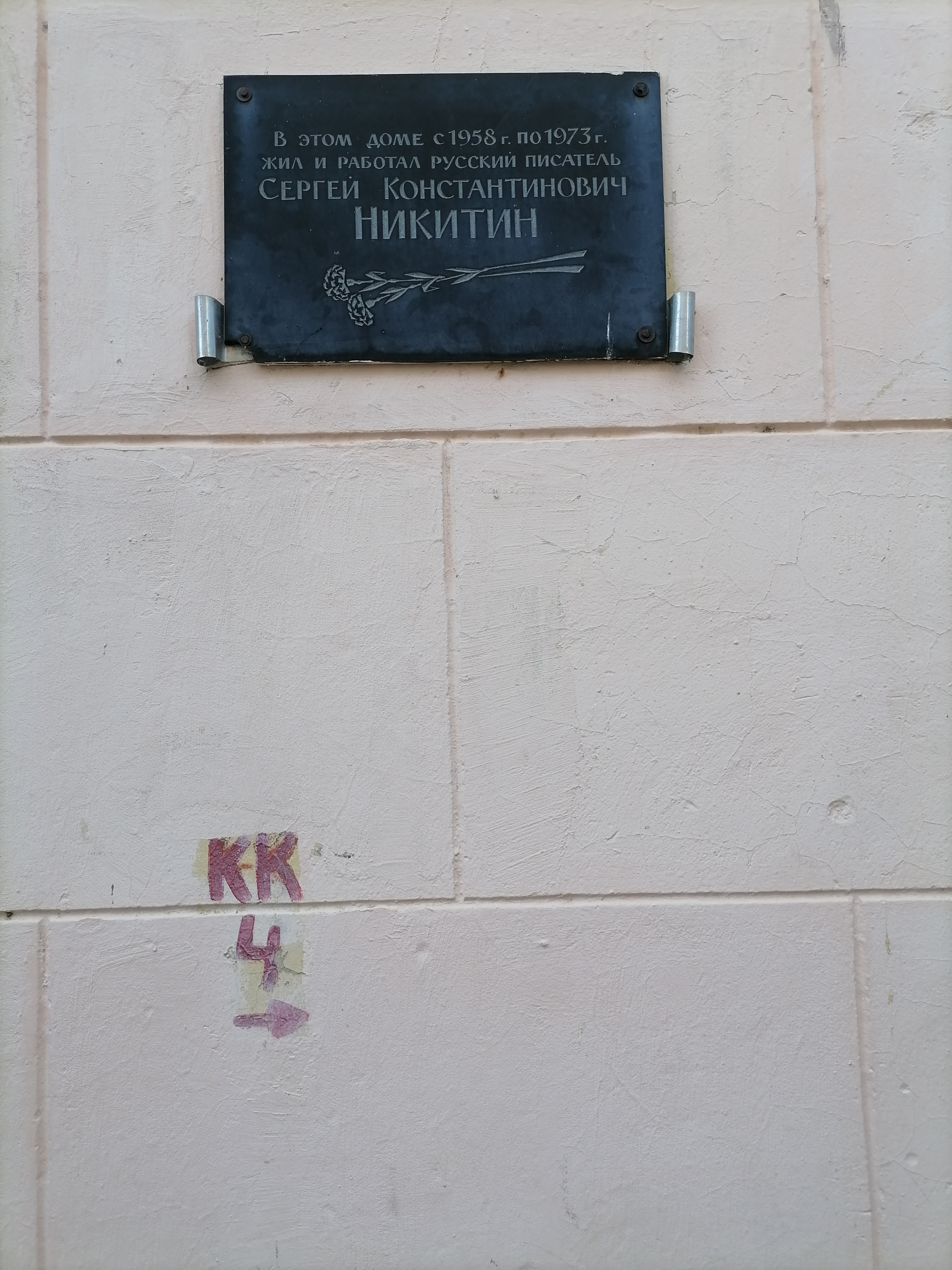
Владимир. Стрелецкая улица, 1

Именем Никитина названы улицы во Владимире и Коврове. В 2011 году во Владимирской области учреждена премия в области литературы имени Сергея Никитина.
В Коврове сохранился дом (улица Барсукова, 5), где он провёл детство и юность (1926—1944) и жил в зрелые годы (1948—1951).
На улице Чернышевского разбит сквер, названный именем Никитина. В центре благоустроенного сквера установлена фигура Никитина. С 1994 года в городе ежегодно проводятся Никитинские чтения.
Композитор Сергей Зубковский и поэт Борис Гусев написали песню «Памяти Никитина».

## Семья
- Жена — Клара Михайловна[8]
  - Сын — Алексей Сергеевич
    - Внуки — Анастасия и Сергей